# おれはジャイアンさまだ!
「おれはジャイアンさまだ!」は、アニメ『ドラえもん』（特に2作1期）の挿入歌である。オリジナルはジャイアンのテレビ朝日版初代声優のたてかべ和也によって歌われた。
作詞者はたてかべ和也、作曲・編曲者は菊池俊輔。

## 解説
本楽曲が初めて収録されたメディアは、1981年7月に発売されたLP版『ドラえもん バラエティ★ジョッキー4』（日本コロムビア CZ-7118）である。現在では『ぼくドラえもん〜ドラえもん ソング・コレクション〜』（コロムビアミュージックエンタテインメント）等で聴くことが出来る。
普通の挿入BGMとして利用されるときはインストゥルメンタル（歌なし）だが、アニメ作中においてジャイアン本人が熱唱することがある。自らを自己紹介し褒め称える、調子のいい内容の歌詞である。
『2112年 ドラえもん誕生』にて22世紀の世界でドラえもんの同級生のジャイベエがこの曲を歌っている（ジャイアンと歌う部分はジャイベエに、ガキ大将の部分はロボ大将に変わっている）。また、オーディション番組の中で歌ったため、会場の観客だけでなく、視聴者まで苦しみだした。
アニメ版とCD版では歌い方が異なり、CD版はちゃんと音程に合っているが、アニメ版はたてかべが外して歌っている。
KONAMIの音楽ゲーム『pop'n music 11』に、初代声優のたてかべ和也本人が歌うこの歌の新録音バージョンが収録された。ジャンル名表記はそのまま「ジャイアンリサイタル」。これはCD版と同様、音程は外れていないものとなっている。アーケードゲーム版においてはその後『17』まで継続して収録（『18』で削除）されたが、家庭用ではPlayStation 2版『11』のみに収録。また、『11』のオリジナルサウンドトラックCDにも収録されている。
2004年2月にバンダイから発売された食玩CD『お菓子CD ドラえもんヒット曲集』のシークレットとしてシングルカットされている。
2022年7月20日に2代目声優木村昴によるカバーバージョン「おれはジャイアンさまだ！2022」が配信された。間奏の台詞はたてかべ版と異なっている。